# Morven (Caroline du Nord)
Morven est une ville américaine située en Caroline du Nord dans le comté d'Anson. Au recensement de 2010, sa population était de 511 habitants. Elle tient son nom d'après une montagne écossaise.

## Source
- (en) Cet article est partiellement ou en totalité issu de l’article de Wikipédia en anglais intitulé « Morven, North Carolina » (voir la liste des auteurs).